# Sharon Kane
Sharon Kane (24 febbraio 1956) è un'ex attrice pornografica e regista statunitense.

## Biografia
Sharon Kane nasce e cresce in Ohio, dove frequenta il liceo e prende lezioni di violino per 15 anni. Dopo essersi diplomata si trasferisce a San Francisco, in California, e inizia a lavorare come ballerina erotica in un locale chiamato The Screening Room nella metà degli anni settanta. Esordisce nell'industria della pornografia nel 1978 e il suo primo film a riscuotere un certo successo è Exposed, del 1980. Nel corso della sua carriera appare in oltre mille pellicole. Figura inoltre come modella bondage su numerose riviste per adulti, sia in ruoli dominanti che sottomessi.
Sharon Kane lavora anche come regista, responsabile di produzione, art director e compositrice. A partire dagli anni novanta scrive colonne sonore per film di Chi Chi LaRue, Harold Lime, Karen Dior, Jim Steel, Tim Kincaid, Paul Barresi, Chris Steele e altri. È responsabile di produzione per il sito web di pornografia gay Suite 703, di proprietà della Naughty America.

## Riconoscimenti
- AVN Awards
  - 1990 – Best Actress (video) per Bodies in Heat[1]
  - 1990 – Best Couples Sex Scene (film) per Firestorm 3 con Eric Edwards[2]
  - 1992 – Best Non-Sexual Performace – Gay, Bi, Trans Video per Majestic Knight[3]
  - 1992 – Best Non-Sexual Performace – Gay, Bi, Trans Video per Conflict of Interest[4]
  - 1996 – Best Music – Gay Video per Sex Series 2: Score of Sex[5]
  - 1997 – Best Music – Gay per Idol in the Sky[6]
  - 1998 – Best Music – Gay per A Love Story[7]
  - 1998 – Best Non-Sex Performance – Gay, Etc per Family Values[8]
  - AVN Hall of Fame
- XRCO Award
  - 1985 – Sizzling Support – Female per Throat – 12 years after[9]
  - 1989 – XRCO Hall of Fame[10]
  - 1990 – Best Actress per Bodies in Heat – The Sequel[11]

## Filmografia

### Attrice
- Pretty Features (1977)
- Deep Passage (1978)
- Family Fun (1978)
- Hot Lunch (1978)
- Over Easy (1978)
- Desiree la grande insaziabile (Pretty Peaches), regia di Alex de Renzy (1978)
- Service Entrance (1978)
- Sex Mad Family (1978)
- Swedish Erotica Film 166 (1978)
- Babylove And Beau (1979)
- Candy la super viziosa (Candy Goes to Hollywood), regia di Gail Palmer (1979)
- Chopstix (1979)
- Deep Rub (1979)
- Fantasy (1979)
- Fantasyworld (1979)
- For the Love of Pleasure (1979)
- Hot Legs (1979)
- Inside Desiree Cousteau (1979)
- Loving Friends (1979)
- Made to Order (1979)
- Ms. Magnificent (1979)
- One Way at a Time (1979)
- Sissy's Hot Summer (1979)
- Small Town Girls (1979)
- Summer School (1979)
- Swedish Erotica Film 1117 (1979)
- Sweet Dreams Suzan (1979)
- Aunt Peg (1980)
- Champagne for Breakfast (1980)
- Diamond Collection Film 019 (1980)
- Erotic World of Serena (1980)
- Exposed (1980)
- Playthings (1980)
- Rolls Royce 2 (1980)
- Sensuous Detective (1980)
- Femmine scatenate (Talk Dirty to Me), regia di Anthony Spinelli (1980)
- Aunt Peg's Fulfillment (1981)
- Best of Gail Palmer (1981)
- Blue Jeans (1981)
- Extremes (1981)
- Girls Girls Girls 2 (1981)
- Love Goddesses (1981)
- Menage-a-trois (1981)
- Swedish Erotica 1 (1981)
- Swedish Erotica 11 (1981)
- Swedish Erotica 4 (1981)
- Vista Valley PTA (1981)
- Devil in Miss Jones 2 (1982)
- Intimate Explosions (1982)
- Liquid Assets (1982)
- Oui, Girls (1982)
- Peep Shows: Blonde Goddesses (1982)
- Playgirl (1982)
- Puss 'n Boots (1982)
- What Happened In Bunny's Ofice (1982)
- Widespread Scandals of Lydia Lace (1982)
- Yes My Lady (1982)
- Young Doctors in Lust (1982)
- Alexandra (1983)
- Babylon Blue (1983)
- Blue Confessions (1983)
- Casting Couch (1983)
- Daddy's Little Girls (1983)
- Erotic Dimensions 2 (1983)
- Heaven's Touch (1983)
- Hot Dreams (1983)
- Intimate Action 1 (1983)
- Intimate Action 2 (1983)
- Nasty Girls (1983)
- Night Hunger (1983)
- Private Pleasures of John C. Holmes (1983)
- Private Schoolgirls (1983)
- Sexcapades (1983)
- Slit Skirts (1983)
- Swedish Erotica 46 (1983)
- That's Outrageous (1983)
- When She Was Bad (1983)
- Whose Fantasy is This Anyway (1983)
- Woman's Lust (1983)
- Yearnings (1983)
- Black Desire (1984)
- Black Sister White Brother (1984)
- Brooke Does College (1984)
- Bunnie's Office Fantasies (1984)
- BurleXXX (1984)
- Erotic Fantasies 6 (1984)
- Femme (1984)
- Firestorm (1984)
- G Strings (1984)
- Hot Licks (1984)
- Hypersexuals (1984)
- Never Sleep Alone (1984)
- Pleasures of Innocence (1984)
- Return to Alpha Blue (1984)
- Romancing the Bone (1984)
- Scenes They Wouldn't Let Me Shoot (1984)
- Throat 12 Years After (1984)
- Turn on with Kelly Nichols (1984)
- Urban Heat (1984)
- Urges in Young Girls (1984)
- Women at Play (1984)
- 69th Street Vice (1985)
- Cravings (1985)
- Delusions of Grandeur (1985)
- Dick of Death (1985)
- Ebony and Ivory Sisters (1985)
- Fashion Fantasies (1985)
- First Annual XRCO Adult Film Awards (1985)
- Flesh and Fantasy (1985)
- Head (1985)
- Hot Rockers (1985)
- Hot Wire (1985)
- Initiation of Cynthia (1985)
- Make Me Feel It (1985)
- Naked Scents (1985)
- Passage thru Pamela (1985)
- Phone Sex Fantasies (1985)
- Punished She-fighters (1985)
- Sex 2084 (1985)
- Sex Drive (1985)
- Sex Drugs and Rock 'n Roll (1985)
- Sexually Altered States (1985)
- Shauna: Every Man's Fantasy (1985)
- She's So Fine (1985)
- Spanked in Lingerie (1985)
- Swinging Shift (1985)
- Taboo American Style 4 (1985)
- Tickled Pink (1985)
- Twilight Pink 2 (1985)
- Voyeur (1985)
- Wet Dreams (1985)
- Classic Swedish Erotica 22 (1986)
- Climax (1986)
- Coming in Style (1986)
- Fashion Dolls (1986)
- Flasher (1986)
- Girls Who Dig Girls 1 (1986)
- Rising Star (1986)
- Sinners 1 (1986)
- Sinners 2 (1986)
- Sinners 3 (1986)
- Splashing (1986)
- Tales of the Backside (1986)
- Thirst For Passion (1986)
- Babylon Pink 2 (1987)
- Babylon Pink 3 (1987)
- Blondes On Fire (1987)
- Blue Vanities 16 (1987)
- Blue Vanities 5 (1987)
- Born for Love 1 (1987)
- Born for Love 2 (1987)
- Easy Lovers (1987)
- Fantasy Valley Ranch (1987)
- Final Exam 1 (1987)
- Final Exam 2 (1987)
- Firestorm 2 (1987)
- Foxy Lady 8 (1987)
- Girls Who Dig Girls 3 (1987)
- Hard Rocking Babes (1987)
- Legends of Porn 1 (1987)
- Maximum Head (1987)
- Monumental Knockers 2 (1987)
- National Pornographic 1 (1987)
- National Pornographic 5 (1987)
- Slightly Used (1987)
- Smooth As Silk (1987)
- Strictly Business (1987)
- Talk Dirty to Me 5 (1987)
- Trouble For Two (1987)
- Ultrasex (1987)
- Art Of Passion (1988)
- Bitches of Westwood (1988)
- Blue Vanities 48 (1988)
- Blue Vanities 79 (1988)
- Blue Vanities 86 (1988)
- Cats Have Claws (1988)
- Conflict (1988)
- Enemarathon (1988)
- Girls Who Dig Girls 6 (1988)
- Girls Who Dig Girls 8 (1988)
- I Love You Molly Flynn (1988)
- Inner Blues (1988)
- Lust Incorporated (1988)
- Only the Best of Women with Women (1988)
- Our Dinner With Andrea (1988)
- Outlaw Ladies 2 (1988)
- Outrageous Orgies 1 (1988)
- Rippin 'n Strippin (1988)
- Rippin 'n Strippin 2 (1988)
- Sextrology (1988)
- She's So Fine 2 (1988)
- Suzie Superstar: the Search Continues (1988)
- Taija's Tasty Treats (1988)
- Wet Kisses (1988)
- Wicked Wenches (1988)
- Yuppies in Heat (1988)
- Thrilling love (1989)
- America's Most Wanted Girl (1989)
- Big Tease 1 (1989)
- Big Thrill (1989)
- Blowing In Style (1989)
- Bodies in Heat 2 (1989)
- Bring on the Virgins (1989)
- Call Girls in Action (1989)
- De Blonde (1989)
- Debbie Class Of 89 (1989)
- Diaries Of Fire And Ice 1 (1989)
- Diaries Of Fire And Ice 2 (1989)
- Dirty Movies (1989)
- Dreams Bi-night (1989)
- Dump Site (1989)
- Edge of Heat 4 (1989)
- Entertainment Bi-night (1989)
- Firestorm 3 (1989)
- Girls Gone Bad 1 (1989)
- Girls Gone Bad 2 (1989)
- Girls of Porn (1989)
- Girls Who Dig Girls 11 (1989)
- Girls Who Dig Girls 13 (1989)
- Girls Who Dig Girls 14 (1989)
- Girls Who Dig Girls 17 (1989)
- Girls Who Dig Girls 18 (1989)
- Girls Who Dig Girls 19 (1989)
- Girls Who Dig Girls 9 (1989)
- Girls Who Love Girls 12 (1989)
- Girls Who Love Girls 13 (1989)
- Girls Who Love Girls 14 (1989)
- Girls Who Love Girls 16 (1989)
- Girls Will Be Girls (1989)
- Good Stuff (1989)
- Good Things Come In Small Packages (1989)
- Head Coeds Society (1989)
- I Do (1989)
- Illicit Affairs (1989)
- Itty Bitty Titty Committee (1989)
- Jaded (1989)
- Joined (1989)
- Kinky Business 2 (1989)
- Lace (1989)
- Leather (1989)
- Leather and Lace (1989)
- Little Miss Dangerous (1989)
- Love Nest (1989)
- Mystery of the Golden Lotus (1989)
- Only the Best 2 (1989)
- Perils Of Paula (1989)
- Phantom of the Cabaret 1 (1989)
- Phantom of the Cabaret 2 (1989)
- Positive Positions (1989)
- Power Blonde (1989)
- Real Magnolias (1989)
- Red Hot Fire Girls (1989)
- Rock 'n Roll Heaven (1989)
- Saturday Night Special (1989)
- Separated (1989)
- Sex About Town (1989)
- Sharon And Karen (1989)
- Sharon Mitchell Non-stop (1989)
- She-Males Undercover (1989)
- Sorority Pink 1 (1989)
- Sorority Pink 2 (1989)
- Splendor In The Ass (1989)
- Swing Shift (1989)
- Tanya Foxx Starbound (1989)
- Taste of Stephanie (1989)
- Trans Europe Express (1989)
- Triangle (1989)
- What's Love Got To Do With It (1989)
- White Slavery (1989)
- Who Shaved Cassie Nova (1989)
- Who Shaved Lynn LeMay (1989)
- Wicked Sensations 2 (1989)
- Wild Heart (1989)
- Young Girls in Tight Jeans (1989)
- Adultery (1990)
- Angels Bi Day Devils Bi Night (1990)
- Bad Day at the Office (1990)
- Betrayed into Bondage (1990)
- Bi 'n Sell (1990)
- Bi Swingers (1990)
- Big Tease 2 (1990)
- Bound To Be Punk (1990)
- Changing Partners (1990)
- Club Lez (1990)
- Date with the Devil (1990)
- DeRenzy Tapes (1990)
- Dirty Lingerie (1990)
- Discipline Experts (1990)
- Earth Girls Are Sleazy (1990)
- Earthquake Girls (1990)
- Eliminators (1990)
- Enemates 3 (1990)
- Femmes On Fire (1990)
- Finely Back (1990)
- Finer Things In Life (1990)
- Fond Focus (1990)
- Forced Love (1990)
- Girls Club (1990)
- Great Balls On Fire (1990)
- Heartthrob (1990)
- Hyperkink (1990)
- I Ream A Genie (1990)
- In the Heat of the Night (1990)
- Karen's Bi-line (1990)
- Kit Kat Club (1990)
- L.A. Fantasies (1990)
- Last X-rated Movie 1 (1990)
- Love Shack (1990)
- Madison: A Girl's Best Friend (1990)
- Midnight Fire (1990)
- Mistake (1990)
- More Of A Man (1990)
- Nasty Nurse (1990)
- New Barbarians (1990)
- The New Barbarians 2 (1990)
- Night Dreams 3 (1990)
- Night Temptress (1990)
- Only the Best 3 (1990)
- Oral Support (1990)
- Painted (1990)
- Party Doll (1990)
- Pointers (1990)
- Prisoners Of Treachery (1990)
- Pyromaniac (1990)
- Ravaged (1990)
- Renegade (1990)
- Secret (1990)
- Secret Recipe (1990)
- Sharon Kane Starbound (1990)
- Silver Tongue (1990)
- Slave Training (1990)
- Smooth And Easy (1990)
- Swap (1990)
- Sweet Seduction (1990)
- Swinger's Ink (1990)
- Switch Hitters 5 (1990)
- Taste of Sharon Kane (1990)
- Tattle Tails (1990)
- Tax Trouble (1990)
- Theatre Of Seduction 1 (1990)
- Theatre Of Seduction 2 (1990)
- Toe Job (1990)
- Tough Guys Do Dance (1990)
- Transexual 6900 (1990)
- Trisexual Encounters 10 (1990)
- Trisexual Encounters 12 (1990)
- Val Gals (1990)
- Villa De Sade (1990)
- Worthy Women (1990)
- Assumed Innocence (1991)
- Best of Buttman 1 (1991)
- Bi And Busty (1991)
- Bi Intruder (1991)
- Bi Medicine (1991)
- Big Switch 3: Bachelor Party (1991)
- Black Balled (1991)
- Bondage in the Bastille (1991)
- Catalina 69 (1991)
- Climb To The Sex-dome 3 (1991)
- Crossing Over (1991)
- Deep Inside Racquel (1991)
- Dial 666 Lust (1991)
- Driving Hard (1991)
- Fine Line (1991)
- Four Alarm (1991)
- Gere Up (1991)
- Get Bi Tonight (1991)
- Girls Gone Bad 3 (1991)
- Girls Gone Bad 4 (1991)
- Girls in Heat (1991)
- Girls Like Us (1991)
- Godmother (1991)
- Good Vibrations 1 (1991)
- Happy Endings (1991)
- Introducing Tracey Wynn (1991)
- Juice Box (1991)
- Juicy Lips (1991)
- Ladies In Combat (1991)
- Last X-rated Movie 2 (1991)
- Last X-rated Movie 3 (1991)
- Last X-rated Movie 4 (1991)
- Leg Ends 4 (1991)
- Legends of Porn 3 (1991)
- Lesbo A Go-go (1991)
- Making of Christina (1991)
- Other Side of Debbie (1991)
- Pump It Up (1991)
- Return To Camp Beaverlake (1991)
- Robin Head (1991)
- Sea Of Desire (1991)
- She-Male Spirits in the Night (1991)
- Sinderella's Revenge (1991)
- Slow Burn (1991)
- Stairway to Paradise (1991)
- Stasha's Diary (1991)
- Terrors of the Inquisition (1991)
- Tracy Starbound (1991)
- Transsexual Trouble (1991)
- Untamed Passion (1991)
- Wet Kisses (new) (1991)
- X-Rated Bloopers 2 (1991)
- 1230 West Melrose (1992)
- Action In Black (1992)
- Bad Conduct (1992)
- Bedrooms And Boardrooms (1992)
- Bi Inferno (1992)
- Blondes In A Cage (1992)
- Book of Love (1992)
- Breast Worx 25 (1992)
- Breast Worx 29 (1992)
- Bush Pilots 2 (1992)
- California Blondes 5 (1992)
- Cape Lere (1992)
- Chug-a-lug Girls 3 (1992)
- Cocks In Frocks 3 (1992)
- Crime And Panty Punishment (1992)
- Dallas Does Debbie (1992)
- Deep Inside Ona Zee (1992)
- Double Indignity (1992)
- Enemates (1992)
- Erotic Explosions 16 (1992)
- Favorite Models Of Simone Devon (1992)
- Fit to Be Tied (1992)
- Flash Floods (1992)
- Flintbones (1992)
- Heatwave (1992)
- Hollywood Swingers 4 (1992)
- Hot Shoes (1992)
- Hyapatia Lee's Great Girl/Girl Scenes (1992)
- In Your Face 1 (1992)
- Ladder To Heaven (1992)
- Latex Submission 1 (1992)
- Letters From The Heart (1992)
- Lez Be Friends (1992)
- Mating Game (1992)
- Mistress of Cruelty (1992)
- Mistress Stephanie Locke (1992)
- Office Heels (1992)
- On Trial 3 (1992)
- On Trial 4 (1992)
- Once In A Blue Moon (1992)
- Only the Best of the 80's (1992)
- Oral Support (new) (1992)
- Overnight Sensation (1992)
- Punishment Of Ashley Renee (1992)
- Red Room and Other Places (1992)
- Simone's Six Submissives (1992)
- Single White She-Male (1992)
- Songs In The Key Of Sex (1992)
- Sorority Sex Kittens 2 (1992)
- Steel Garters (1992)
- Swedish Erotica Hard 7 (1992)
- Tailiens 2 (1992)
- Tailiens 3 (1992)
- Therapist (1992)
- True Legends of Adult Cinema: The Erotic 80's (1992)
- True Legends of Adult Cinema: The Golden Age (1992)
- Wet Sex 4 (1992)
- Wright Stuff (1992)
- Bad Boys' Punishment (1993)
- Banana Slits (1993)
- Bare Bottom Treatment (1993)
- Be Mine Forever (1993)
- Best Bi Far 3 (1993)
- Best of Leather and Lace (1993)
- Best of Talk Dirty 2 (1993)
- Bi Anonymous (1993)
- Bi-ologist (1993)
- Birthday Present For Mistress Stephanie (1993)
- Bondage Memories 3 (1993)
- Buffy Malibu's Nasty Girls 4 (1993)
- Cheerleader Nurses (1993)
- D.P. Women (1993)
- Decent Proposal (1993)
- Diamond Collection Double X 74 (1993)
- Education Of A Dominatrix (1993)
- Exposed (1993)
- Firm (1993)
- For Sale Bi Owner (1993)
- Frankenhunter (1993)
- French Invasion (1993)
- Gangbang Girl 10 (1993)
- Hollywood X-posed 2 (1993)
- House of Torture (1993)
- How To Tie A Lady (1993)
- Humbled Husband (1993)
- I Wanna Be A Lesbian (1993)
- If You're Nasty (1993)
- Incredible Dreams (1993)
- Incredible Dreams 2 (1993)
- Jailhouse Cock (1993)
- Kinky Lesbians 2 (1993)
- Ladies Lovin' Ladies 3 (1993)
- Latex Submission 2 (1993)
- Maiden Heaven 2 (1993)
- Mistresses At War 2 (1993)
- No Man's Land 7 (1993)
- Obey Me Bitch (1993)
- Obey Me Bitch 2 (1993)
- Obey Me Bitch 3 (1993)
- Obey Me Bitch 4 (1993)
- Only the Very Best on Film (1993)
- Paul Norman's Nastiest: Orgies (1993)
- Positive Positions (new) (1993)
- Possessions (1993)
- Power Dykes (1993)
- Purple Rubber (1993)
- Scared Stiff (1993)
- Sharon Kane TV Tamer (1993)
- She-Male Encounters 22: She-Male Mystique (1993)
- She-Male Shenanigans (1993)
- Sluts in Slavery (1993)
- SM TV 2 (1993)
- Sorority Sex Kittens 1 (1993)
- Stolen Kisses 2 (1993)
- Stolen Kisses and Ballerina Dreams (1993)
- Story Of Pain (1993)
- Strange Night On Earth (1993)
- Stroke At Midnight (1993)
- Swedish Erotica Hard 36 (1993)
- Sweet Tarts (1993)
- Tight Ropes (1993)
- Toys Bi Us (1993)
- Transitions (II) (1993)
- True Legends of Adult Cinema: The Unsung Superstars (1993)
- TV Parties Tonight (1993)
- Valley of the Bi Dolls (1993)
- Women (1993)
- 4 Bi 4 (1994)
- All About Steve (1994)
- Anal Arsenal (1994)
- Be Careful What You Wish For (1994)
- Best of Female Domination 14: Dominatrix Supreme (1994)
- Best of No Man's Land 2 (1994)
- Bi Bi Birdie (1994)
- Bi Chill (1994)
- Bi Linguist (1994)
- Bi 'n Large (1994)
- Bi Valley (1994)
- Bi Wicked (1994)
- Bi Witched (1994)
- Bi-guy 2 (1994)
- Bi-laddin (1994)
- Bi-ology: The Making of Mr. Right (1994)
- Bi-sexual Anal (1994)
- Bi-sexual Therapy (1994)
- Both My Lovers (1994)
- California Blondes 6 (1994)
- Chain Gang (1994)
- Company Business (1994)
- Conflict Of Interest (1994)
- Contract For Service (1994)
- Days Gone Bi (1994)
- Designing She-Males (1994)
- Dirty Doc's House Calls 13 (1994)
- Dirty Doc's Lesbi' Friends 1 (1994)
- Dirty Doc's Lesbi' Friends 7 (1994)
- Dominatrix Supreme 14 (1994)
- Dominique Goes Bi (1994)
- Foot Client (1994)
- Forbidden Forest (1994)
- Geranalmo (1994)
- Girls Just Wanna Have Girls 3 (1994)
- House of Sex 16: Cum Inside Sahron Kane's Mouth (1994)
- Hung Riders (1994)
- In Miss Appleby's Face (1994)
- Leatherbound Dykes From Hell (1994)
- Leatherbound Dykes From Hell 2 (1994)
- Leatherbound Dykes From Hell 3 (1994)
- Leatherbound Dykes From Hell 4 (1994)
- Lusty Ladies (1994)
- Maidens of Servitude 1 (1994)
- Maidens of Servitude 2: Obeisance (1994)
- Maidens of Servitude 3: Jealous Bind (1994)
- Miss Bondwell's Reformatory (1994)
- Misty's First Whipping (1994)
- Never Say Never (1994)
- No Man's Land 9 (1994)
- Outlaw Bikers (1994)
- Overtime: Dyke Overflow (1994)
- Panties, Girdles And Panty-girdles (1994)
- Party Partners (1994)
- Restrained By Desire (1994)
- Return of the Cheerleader Nurses (1994)
- Return of the Cheerleader Nurses (new) (1994)
- Revenge of the Bi Dolls (1994)
- Ron Hightower's White Chicks 6 (1994)
- Runaway Slaves (1994)
- Secret Diary (1994)
- Secret Lives (1994)
- Secret Sex 2: The Sex Radicals (1994)
- Semper Bi (1994)
- She-Male Encounters 21: Psychic She-Males (1994)
- She-Male Service (1994)
- She-Male Trouble (1994)
- She-Male Voyager (1994)
- Sniff Doggystyle (1994)
- Spiked Heel Diaries 1 (1994)
- Spiked Heel Diaries 2 (1994)
- Stranger at the Backdoor (1994)
- Strap-On Anal Attitude (1994)
- Succulent Toes (1994)
- Tantric Guide To Sexual Potency (1994)
- Taxi Girls 4 (1994)
- TV Nation (1994)
- TV Nation 2 (1994)
- Weekend In Bondage (1994)
- Wendy's Bi Experience (1994)
- Where The Bi's Are (1994)
- AWOL (1995)
- Best of Both Worlds 2 (1995)
- Bi Conflict (1995)
- Bi For Now (1995)
- Bi Now Pay Later (1995)
- Bi TV (1995)
- Bimbo Boys (1995)
- Body and Soul 2 (1995)
- Bondage Biography Of Saki (1995)
- Catwalk 1 (1995)
- Catwalk 2 (1995)
- Coming Out Bi (1995)
- Compulsive Behaviour (1995)
- Contract (1995)
- Courting Libido (1995)
- Cult of the Whip (1995)
- Debutante Training (1995)
- Diary of a Tormented TV (1995)
- Dragon Lady (1995)
- Dream Bound (1995)
- Driven Home (1995)
- Dungeon Dementia (1995)
- Dungeon Drag Queens (1995)
- Dungeon Queens (1995)
- Elegant Bargain (1995)
- Finger Pleasures 5 (1995)
- Flame's Bondage Bash (1995)
- Fox's Lair (1995)
- Greta's Confessions (1995)
- Interview with a She-Male (1995)
- Interview with the She-Male (1995)
- Kidnapped by Pirates (1995)
- Kym Wilde's On The Edge 29 (1995)
- Little Red Riding Hood (1995)
- Man In Chains (1995)
- Masked And Hooded (1995)
- Matinee Idol (1995)
- Models Unzipped (1995)
- More Than Friends (1995)
- Once A Slave (1995)
- Overtime: Dyke Overflow 2 (1995)
- Painful Secrets Of A TV (1995)
- Picture Me Bound (1995)
- Remembering Times Gone Bi (1995)
- Saki's Private Party (1995)
- Secret Games (1995)
- Secret Sex 3: The Take Over (1995)
- Sex and Romance (1995)
- Sex Freaks (1995)
- She Male Adventures 3 (1995)
- She-Male Sex Toys 2 (1995)
- Sizzling She-Males (1995)
- Switch Hitters 8 (1995)
- Switch Hitters 9 (1995)
- Transexual Revenge (1995)
- Ultra Kinky 17: Cum-Fused (1995)
- Women On Top (1995)
- Wrath Of Kane (1995)
- Best Bi Far 4 (1996)
- Bi Friends (1996)
- Biography: Kaithlyn Ashley (1996)
- Borrowed Bodies (1996)
- Channel 69 1 (1996)
- Channel 69 2 (1996)
- Chronicles Of Pain 3 (1996)
- Cinderella In Chains 2 (1996)
- Dance To The Whip (1996)
- Defiance: Art Of Spanking (1996)
- Domina 2: Every Inch A Lady (1996)
- Domina 4 (1996)
- Domina 6 (1996)
- Domina 8 (1996)
- Dreams of Desire (1996)
- Falling Stars (1996)
- Gender Trans-scender (1996)
- Generation Sex 1: The Gallery (1996)
- Hill Have Bi's (1996)
- Hollywood Confidential (II) (1996)
- House On Paradise Beach (1996)
- Hung Riders 2: The Heat is On (1996)
- If You Can't Lick 'em... Join 'em (1996)
- In Bi Midnight (1996)
- Karen Dior's She-Male Call Girls (1996)
- Kiss of the Whip (1996)
- Leatherbound Dykes From Hell 8 (1996)
- Lipstick Lesbians 2 (1996)
- Miss Matches (1996)
- Mistress Kane: Lessons In Terror (1996)
- Mistress Kane: Town in Torment (1996)
- Mixed Apples (1996)
- My Sister's Husband (1996)
- NYPD Trannie (1996)
- Release Me (1996)
- Rockhard (1996)
- Saki's Bedtime Stories (1996)
- Scope (1996)
- Secret Ambition (1996)
- Sexual Healing (1996)
- Sharon's Painful Persuasion (1996)
- She-Male Instinct (1996)
- She-Male Nymphos (1996)
- She-Male Seduction (1996)
- She-Male Sex Toys 5 (1996)
- She-Male She-Devils (1996)
- Shock: Latex 2 (1996)
- Submissive Exposure Profile 5: Keli Thomas (1996)
- Tickled Lover's Tease (1996)
- To Bi For (1996)
- Transsexual Game Show (1996)
- Transsexual Submission 1 (1996)
- TV's In Leather And Pain (1996)
- Ultimate Fantasy (1996)
- Viet Tran (1996)
- 13th Step (1997)
- 1st Time Bisexual 3-Somes (1997)
- All About She-Males (1997)
- Amateur Bi-Sexuals (1997)
- Audition (II) (1997)
- Babes Ballin' Boys 1 (1997)
- Backdoor Bunnies (1997)
- Bathroom Babes (1997)
- Best Butt in the West 4 (1997)
- Bi Bi Lovers (1997)
- Bi-hard (1997)
- Bite (1997)
- Blue Bunny Caper (1997)
- Bridal Shower (1997)
- Catching the Cross Dresser (1997)
- Cocks In Frocks 4 (1997)
- Country Hustlers (1997)
- Crossdresser (1997)
- Crossing The Color Line (1997)
- Deep Inside Nikki Sinn (1997)
- Dirk Yates' Private Amateur Collection 85 (1997)
- Don't Mess With The Mistress (1997)
- Ellen DeLesbian (1997)
- Ernest Greene's Bondage Files (1997)
- Family Values (1997)
- Fantasy Play For Bisexuals (1997)
- Figure Training Bondage (1997)
- First Bi's Club (1997)
- Fly Bi Night (1997)
- For Her Pleasure (1997)
- Greta Carlson's Slave Trade (1997)
- Humiliated (1997)
- I Dream Of Queenie (1997)
- I Scream for Genie (1997)
- Inquiring Star: Men into Women (1997)
- Learning The Ropes (1997)
- Many Ways Of Discipline (1997)
- Master Of Ecstasy (1997)
- Neighborhood Snoop (1997)
- New Wave Hookers 5 (1997)
- Night of the Living Bi-dolls (1997)
- Persona (1997)
- Playing with the Plumber (1997)
- Queen Of Dominance (1997)
- Rich Man's She-Male (1997)
- Severe Solutions (1997)
- Sex for Hire 2 (1997)
- She-Male in Charge (1997)
- She-Males Down Under (1997)
- She-Males Exposed (1997)
- Shoe Shine Girls (1997)
- Slave Trade (1997)
- Slave Traders (1997)
- Strip For The Whip (1997)
- Teach Me Please (1997)
- Timeless (1997)
- Training for Torment (1997)
- Tranimal Instinct (1997)
- Tranny (1997)
- Transient (1997)
- Transmissions (1997)
- Trespassers Will Be Punished (1997)
- Unforgettable 1: Recalling Irvin Klaw (1997)
- Wall To Wall 2 (1997)
- Audition For Submission (1998)
- Babes Ballin' Boys 5 (1998)
- Bi Ball Suckers (1998)
- Bi Norma Jean (1998)
- Bi Tanic (1998)
- Bondage Artist (1998)
- Bondage Files (1998)
- Bondage Nudes In Love (1998)
- Bondage Ranch (1998)
- Burglary And Bondage (1998)
- Buttman's Favorite Big Butt Babes 2 (1998)
- Caper Cats (1998)
- Chain Gang (1998)
- Dark Secrets (1998)
- Director, The Thief, The Actress, And The Rogue (1998)
- Doomsday (1998)
- Fallen Angels (II) (1998)
- Hardcore (1998)
- High Heeled Tramps (1998)
- Interview With A Goddess (1998)
- Lesbians Unleashed (1998)
- Man-made Pussy (1998)
- Men in Blue (1998)
- New Girl On The Block (1998)
- Nightmare Noir (1998)
- Nude Bondage International (1998)
- Nude Bondage Maid Service (1998)
- Nude Bondage Online (1998)
- Nude Bondage Personal Ad (1998)
- Nude Bondage Real Time (1998)
- Nude Bondage Rehab (1998)
- Nude Bondage Tea Party (1998)
- Recording Studio Bondagettes (1998)
- Remembering Irvin Klaw 2 (1998)
- Rocked Into Submission (1998)
- Sharon Kane's Guide to Great Lovemaking (1998)
- Sharon's Afternoon Delight (1998)
- Sharon's Nude Bondage Maid (1998)
- She Likes Them Naked And Tied (1998)
- She-Male of the Year (1998)
- She-Males are Wild (1998)
- Sitting Pretty (1998)
- Stomper Room (1998)
- Take This Job And Stomp It (1998)
- Three Brothers (1998)
- Thunderballs (1998)
- Tie Me, Top Me (1998)
- Tina Tyler's Favorites 2: Lesbian Lick-a-thon (1998)
- Transparent (1998)
- Transsexual Temptations (1998)
- Violation of Chandler (1998)
- Wet Panty Spankers (1998)
- Winner's Pleasure (1998)
- Workplace Diversions (1998)
- Binding Contract (1999)
- Bisexual Nation (1999)
- Black Boots (1999)
- Brown Eyed Blondes (1999)
- Dark Room (1999)
- Dirty Little Sex Brats 9 (1999)
- Disciplinary Action (1999)
- Forbidden Territory (1999)
- Girls Who Were Porn's First Superstars (1999)
- High Heeled Dreams (1999)
- House of Kane (1999)
- Housebound: Tribute To Marti Frazier (1999)
- Humbled Manslut (1999)
- Kourtney Luv's Bisexual Adventure (1999)
- Mark Of Kane (1999)
- Married With She Males (1999)
- Mistress Kane's Transsexual Secrets (1999)
- More Of What Men Want (1999)
- Morgan's Three Ordeals (1999)
- No Mercy For Ashley (1999)
- Nude Bondage Fantasies Fulfilled (1999)
- Nude Bondage Goddess Worship (1999)
- Nude Love Bondage Afternoon (1999)
- Opera Whip Me - Live! (1999)
- Put Through Her Paces (1999)
- Seven Deadly Sins (1999)
- Sexual Odyssey (1999)
- She Male Booty Party (1999)
- She-Male Sorority Secrets (1999)
- Switchcraft (1999)
- T/S Files (1999)
- Therapy (1999)
- Top 25 Adult Stars Of All Time (1999)
- Transsexual Sole Searchers (1999)
- Tutored And Ties (1999)
- What Men Want (1999)
- Ass Clowns 1 (2000)
- Bi Athletes (2000)
- Bi-force (2000)
- Booth (2000)
- Echoes (2000)
- Horny Blowjob Babes (2000)
- I Submit (2000)
- Kane Mutiny (2000)
- Looking for Mr. Big (2000)
- Mistress Kane (2000)
- Nasty She-Male Sex (2000)
- Ooze (2000)
- Porn Fiction (2000)
- Sex Becomes Her: The True Life Story Of Chi Chi LaRue (2000)
- She-Male Chefs (2000)
- She-Male Nation 1 (2000)
- Shemales Spanked And Caned (2000)
- Simply Girl Luv (2000)
- Sold (2000)
- Tied, Trained And Transformed 2 (2000)
- West Side (2000)
- Bi And Kinky: Bi Butt Slammers (2001)
- Bi Couples Who Swap (2001)
- Bi Virgins (2001)
- Big Tit Bondage 3 (2001)
- Bisexuals: The Adventure (2001)
- Cracked (2001)
- Dungeon Daydreams (2001)
- Flaunt It (2001)
- Fuck Holes: Big Buff And Bi 2 (2001)
- Rascal (2001)
- Rascal Goes To Bootcamp (2001)
- Rascal Joins The Wrestling Team (2001)
- She Male Showgirls (2001)
- She Male With A Woody (2001)
- Slope On A Rope 2 (2001)
- Spanked Sluts (2001)
- Trannie! Trannie! Trannie! (2001)
- Unspoken Perils (2001)
- Amateur Bi Dreams (2002)
- Best Bi Far 5 (2002)
- Betrayed 1 (2002)
- Betrayed 3: Domestic Abuse (2002)
- Big Blowout (2002)
- Bondage Tales 1 (2002)
- Boy Band (2002)
- Breast To Breast (2002)
- Cockpit 2: Survival of the Fittest (2002)
- Destined For Pain (2002)
- Eruptions: Shims (2002)
- Full Frontal (2002)
- Gold Digger (2002)
- Good Things (2002)
- Heart Breaker (2002)
- Jake Steed's Bi Scene (2002)
- Lube Job (2002)
- Masquerade (2002)
- Motel Sex (2002)
- Naked Hollywood 10: One Night Stand (2002)
- No Man's Land: Legends (2002)
- Older Women And Younger Women 3 (2002)
- Rascal Stows Away (2002)
- Rascal's Graduation Gang Bang (2002)
- Return of the Cheerleader Nurses (new) (2002)
- Revenge of the She Males (2002)
- She Males Enslaved 2 (2002)
- Shemale Mania (2002)
- Shemale Sorority Secrets (2002)
- Sunset Stripped (2002)
- Thigh High (2002)
- Tied Twisted And Transformed 2 (2002)
- Tortured In The City (2002)
- White Trash (2002)
- Winner Takes All (2002)
- Wizzard of Odds (2002)
- Alley (2003)
- Barbara Broadcast Too (2003)
- Caught Stealing (2003)
- Cheerleader Pink (2003)
- Cheerleader School (2003)
- Happily Never After (2003)
- His Terrible Twin (2003)
- In Defense (2003)
- Life (2003)
- Loveless (2003)
- Ms. Fortune (2003)
- Nailed (2003)
- Naked Hollywood 18: Real Life (2003)
- Pretty Girl (2003)
- Rack 'em (2003)
- Ransom (2003)
- Ravaged Buns (2003)
- Sessions (2003)
- Set On Sunrise (2003)
- She Male Diaries 2 (2003)
- She Males Enslaved 3 (2003)
- She-Male Anal Penetrations (2003)
- Swedish Erotica 4Hr 14 (2003)
- Swedish Erotica 4Hr 2 (2003)
- Swedish Erotica 4Hr 6 (2003)
- Swedish Erotica 4Hr 8 (2003)
- Taste of the Whip (2003)
- Trannie Mechanics (2003)
- Tricks (2003)
- 6th Trick (2004)
- Bi Bi Love (2004)
- Bi the Way (II) (2004)
- Desperate Wives 1 (2004)
- Down Bi The River (2004)
- House of 1000 Torments (2004)
- Older Women With Younger Girls 6 (2004)
- Pink Slip (2004)
- Pussy On A Stick (2004)
- Ream that She-Male's Ass (2004)
- She Males Enslaved 4 (2004)
- Shemale Group Sex (2004)
- This Is the Girl (2004)
- Unholy Humiliation (2004)
- Wet Palms: Season 1, Episodes 1-3 (2004)
- Bi Sexual Escapades 1 (2005)
- Exposed: The Making of a Legend (2005)
- He She Cornholers (2005)
- Mondo Extreme 59: Girly Men (2005)
- Older and Horny 5 (2005)
- Older, Bolder, Better 3 (2005)
- That Dick's Got Tits! (2005)
- Wrong Side of the Tracks 1 (2005)
- Wrong Side of the Tracks 2 (2005)
- Amber Lynn Collection (2006)
- Bi Polar (2006)
- Bifocal - They Focus On Bi (2006)
- Bi's And Dolls (2006)
- Bisexual Built for Two (2006)
- Blond Leading The Blond (2006)
- Hardcore Screws 17: Anal Trannies (2006)
- My Friend's Hot Mom 6 (2006)
- Teach My Wife How To Blow Me (2006)
- Best of Switch Hitters (2007)
- Dorothy Lemay Taboo Teaser (2007)
- GILTF 9 (2007)
- Grannys Gone Wild 6 (2007)
- My Friend's Mom Is a Hottie 3 (2007)
- Swedish Erotica 114 (2007)
- Swedish Erotica 117 (2007)
- Swedish Erotica 76 (new) (2007)
- Swedish Erotica 99 (2007)
- Bree's Beach Party 1 (2008)
- Hot Chicks with Big Dicks 1 (2008)
- Hot Chicks with Big Dicks 2 (2008)
- Just Tranny Sex (2008)
- Jenna Confidential (2009)
- Old and Nasty Grandmas 4 (2009)
- Affirmative Blacktion (2010)
- Bowser Makes Another Porn (2010)
- Krossing the Bar (2010)
- Fifty Shades of Bruce Seven (2012)
- Nina's Playground (2013)

### Regista
- Club Lez (1990)
- Godmother (1991)
- Stairway to Paradise (1991)
- Neighborhood Snoop (1997)
- Playing with the Plumber (1997)
- Teach Me Please (1997)
- Bondage Artist (1998)
- Bondage Nudes In Love (1998)
- Bondage Ranch (1998)
- Burglary And Bondage (1998)
- New Girl On The Block (1998)
- Nude Bondage International (1998)
- Nude Bondage Maid Service (1998)
- Nude Bondage Online (1998)
- Nude Bondage Personal Ad (1998)
- Nude Bondage Real Time (1998)
- Nude Bondage Rehab (1998)
- Nude Bondage Tea Party (1998)
- Recording Studio Bondagettes (1998)
- Sharon's Afternoon Delight (1998)
- Sharon's Nude Bondage Maid (1998)
- She Likes Them Naked And Tied (1998)
- Workplace Diversions (1998)
- Mistress Kane's Transsexual Secrets (1999)
- Nude Bondage Fantasies Fulfilled (1999)
- Nude Bondage Goddess Worship (1999)
- Nude Love Bondage Afternoon (1999)
- Opera Whip Me - Live! (1999)
- T/S Files (1999)
- Unsuspecting Neighbor (1999)